# Matthias Hoppe
Temple de la renommée allemand :
Matthias Hoppe (né le 17 décembre 1958 à Aschaffenbourg en Allemagne) est un joueur allemand de hockey sur glace.

## Carrière
Le gardien de but commence sa carrière dans l'équipe junior de l'EV Füssen et dans la sélection nationale junior jusqu'en 1977. Après avoir fait ses débuts dans la ligue d'Allgäu durant le saison 1976-1977, il rejoint la saison suivante le Mannheimer ERC en 2. Bundesliga qui remporte l'accession en élite. Il arrive ensuite au Berliner Schlittschuhclub en échange avec Erich Weishaupt et reste trois saisons.
Il vient après parmi les SERC Wild Wings où il joue dix-sept saisons consécutives entre 1982 et 1999. Durant cette période, il obtient vingt-cinq sélections dans l'équipe d'Allemagne et participe au Championnat du monde de hockey sur glace 1989, où il ne dispute pas de match. Après vingt ans et 960 matchs au plus haut niveau, il décide de mettre un terme à sa carrière à la fin de la saison 1998-1999 et se consacre à son entreprise d'impression textile.
En 2004, le gardien âgé de 45 ans accepte un come-back dans l'équipe des SERC Wild Wings, relégué en 2. Bundesliga, à la demande de l'entraîneur Mike Bullard pour être remplaçant durant quelques matches.
Pour lui rendre hommage, les SERC Wild Wings retirent le numéro 27 de la liste des joueurs ; exception faite, lorsque Fabian Hoppe, son fils, joue quelques matchs dans les SERC Wild Wings durant la saison 2009-2010 de 2. Bundesliga.